# Torralba de Ribota
Pour les articles homonymes, voir Torralba (homonymie).
Torralba de Ribota est une commune d’Espagne, dans la province de Saragosse, communauté autonome d'Aragon comarque de Comunidad de Calatayud.

## Lieux et monuments

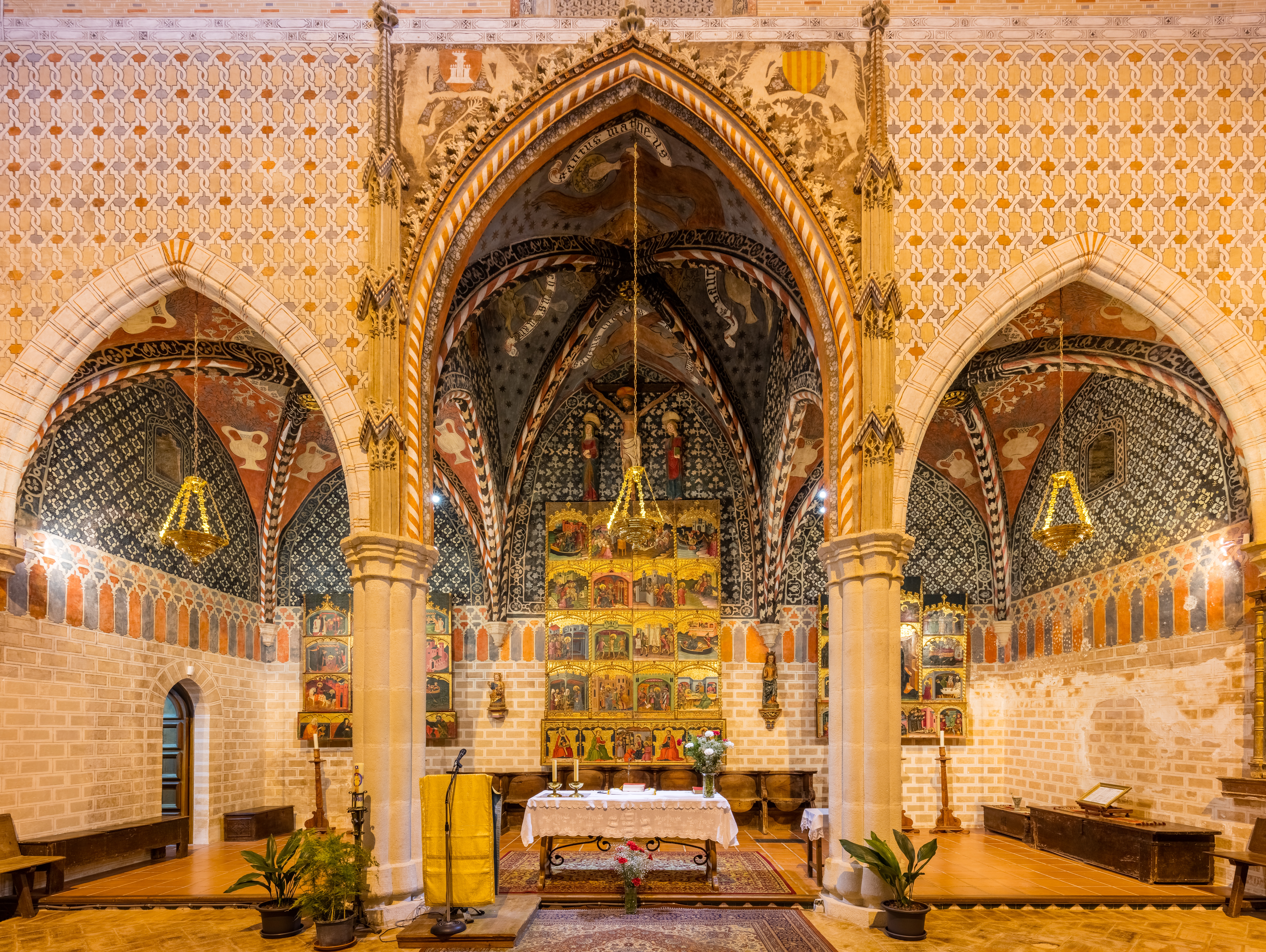
Dans l'église San Félix, à Torralba de Ribota. Avril 2018.

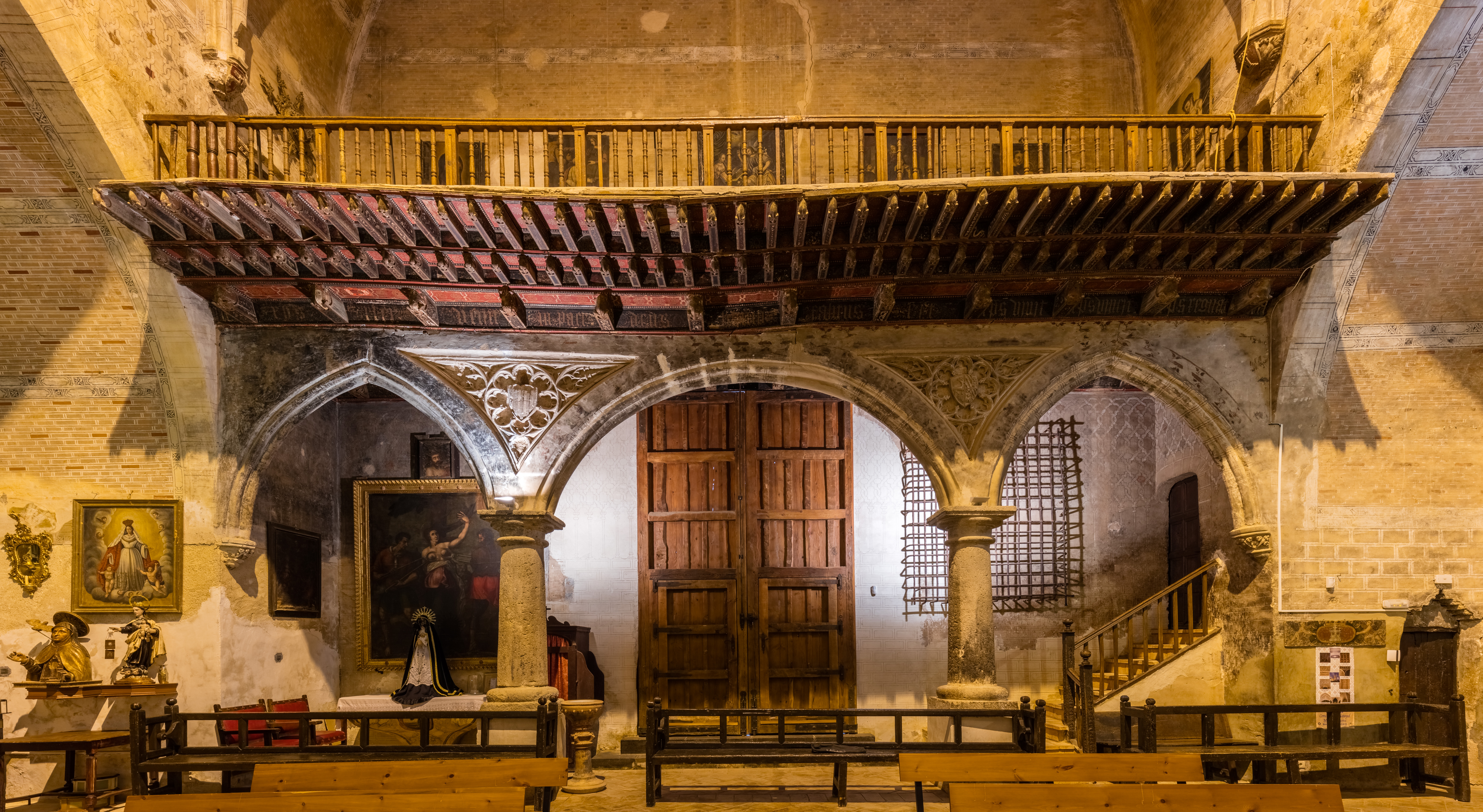
L'autre côté, même date.